# Iosif Gurko
Contele Iosif Vladimirovici Romeiko-Gurko (rusă: Ио́сиф Влади́мирович Роме́йко-Гурко́) (12 iulie 1828, Veliki Novgorod — 13 ianuarie 1901, lângă Tver), cunoscut și ca Ossip Gurko, a fost un proeminent mareșal rus din timpul Războiului Ruso-Turc (1877–1878).
De origine bielorusă sau poloneză, Gurko a intrat în rândul husarilor din Garda Imperială ca sublocotenent în 1846, devenind căpitan în 1857, aghiotant a lui Alexandru al II-lea al Rusiei în 1860, colonel în 1861, comandantul al Regimentul Husar al IV-lea de Mariupol în 1866 și generalul-maior în suita împăratului din 1867.
A condus ulterior Regimentul Grenadier, iar din 1873 Brigada 1, Divizia 2, de cavalerie din Garda Imperială. Deși a luat parte la Războiul Crimeei, fiind staționat la Belbek, este cunoscut datorită Războiul Ruso-Turc din 1877. A condus vârful de lance al armatei invadatoare ruse, a capturat Târnovo pe 7 iulie, a traversat Balcanii prin pasul Boaz Haim. În ciuda rezistenței considerabile, a capturat Uflani, Maglizh și Kazanlak, iar pe 18 iulie a atacat Shipka. Astfel, în termen de 16 zile de la traversarea Dunării, Gurko a asigurat trei treceri balcanice și a creat panică la Constantinopol.
A avut apoi o serie de succese în vale Tundzha, taie calea ferată în două locuri, a ocupat Stara Zagora și Nova Zagora, a verificat înaintarea armatei lui Suleiman Pașa. În octombrie a fost numit comandant al cavaleriei aliate și a atacat linia de comunicare a Plevnei cu Orkhanie cu o mare forță mixtă, capturând Gorni-Dubník, Telische și Vratsa, iar la mijlocul lunii noiembrie, Orkhanie. Plevna a fost izolată, iar după căderea acesteia în decembrie, Gurko a condus trupele ruse și învins în mod decisiv pe Suleiman Pașa în bătălia de la Philippopolis și a ocupat Sofia, Philippopolis (Plovdiv) și Adrianopol. Armistițiul de la sfârșitul lunii ianuarie 1878 a încetat operațiunile ulterioare.
Gurko a fost numit conte și decorat cu două clase ale Ordinului Sfântul Gheorghe și alte ordine. În 1879-1880 a fost numit guvernator al Sankt Petersburg, iar din 1883 și până în 1894 guvernator-general al Poloniei, unde a aplicat politicile de rusificare ale lui Alexandru al III-lea.